# Hypodynerus tuberculiventris
Hypodynerus tuberculiventris är en stekelart som först beskrevs av Spinosa 1851.  Hypodynerus tuberculiventris ingår i släktet Hypodynerus och familjen Eumenidae. Inga underarter finns listade i Catalogue of Life.